# Humberto Tozzi
Humberto Barbosa Tozzi (4 de febrer de 1934 - 17 d'abril de 1980) fou un futbolista brasiler.

## Selecció del Brasil
Va formar part de l'equip brasiler a la Copa del Món de 1954.